# Valea Rece (Trotuș)
Il fiume Valea Rece è un affluente del fiume Trotuș in Romania.